# Calle Mendizábal
La calle Mendizábal es una vía pública de la ciudad española de Oviedo.

## Descripción

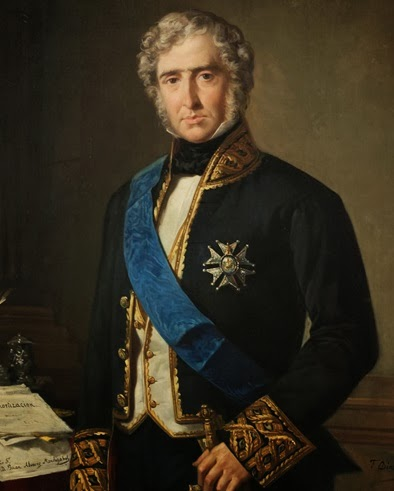
Juan Álvarez Mendizábal, político que da nombre a la calle

La vía, que ostenta el título actual desde 1883, nace en un punto en el que confluye con las calles Eusebio González Abascal, San Francisco y Ramón y Cajal y discurre hasta Argüelles. En su recorrido, pasa junto a la plaza Porlier. Honra con el título a Juan Álvarez Mendizábal (1790-1853), político, ministro de Hacienda y responsable de la desamortización que se conoce con su nombre. La calle aparece descrita en El libro de Oviedo (1887) de Fermín Canella y Secades con las siguientes palabras:

Mendizábal.—Antigua travesía de la Lana y de Argüelles. Lleva el nombre del célebre ministro progresista por acuerdo municipal de 1883.—Ent.: Universidad.—Conc.: Argüelles.
(Canella y Secades, 1887, p. 115)